# اغتيال روبرت ف. كينيدي

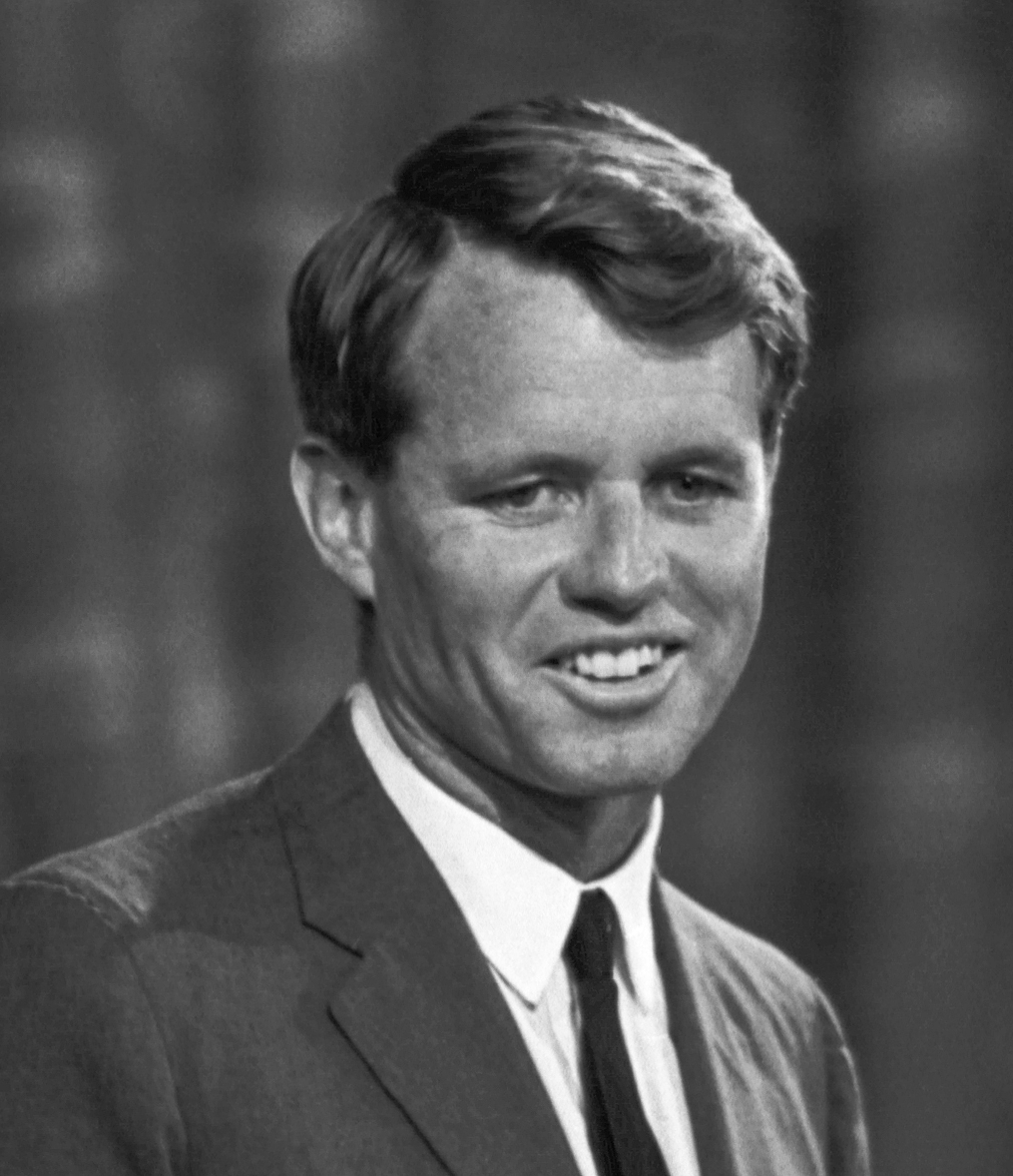
السيناتور روبرت ف كينيدي

اُغتيل السيناتور الأمريكي روبرت فرانسيس بوبي كينيدي -شقيق الرئيس الأمريكي جون كينيدي الذي كان قد اُغتيل هو الآخر من قبل- بعد منتصف الليل بقليل في 5 يونيو/حزيران 1968، في لوس أنجلوس خلال فترة الانتخابات الرئاسية في الولايات المتحدة لعام 1968 عقب فوزه في المرحلة الأولى في كاليفورنيا وداكوتا الجنوبية حيث كان مرشح الحزب الديمقراطي في الانتخابات الرئاسية. ولقي كينيدي مصرعه في مستشفى «جوود ساميريتين» بعد 26 ساعةً من إصابته بطلقات نارية أثناء مروره خلال المطبخ في فندق أمباسادور. أدين سرحان سرحان المهاجر الفلسطيني الذي يحمل الجنسية الأردنية والبالغ من العمر 24 عامًا بتهمة قتل كينيدي، ويقضي حاليًا عقوبة بالسجن مدى الحياة، إلا أنه في تصريحات لمحامي سرحان ادعى فيها أن الأدلة تم تلفيقها للمتهم، كان دليل الإدانة مجرد تسجيل صوتي لإطلاق الرصاص سجله أحد الصحفيين بالرغم من وجود تسجيل للحادث بالصوت والصورة.
رقد جثمان كينيدي لمدة يومين في كاتدرائية «سانت باتريك» في نيويورك، ثم أقيمت له جنازة ضخمة في 8 يونيو/حزيران ودفن كينيدي بجوار شقيقه في مقبرة أرلينغتون الوطنية. أدت وفاة كينيدي إلى تولي شعبة الحماية الخاصة بالرئيس حماية مرشحي الانتخابات الرئاسية. وبعد وفاته خاض هيوبرت همفري الانتخابات الرئاسية مرشحاً عن الحزب الديمقراطي ولكنه خسر خسارة فادحة أمام ريتشارد نيكسون. أثارت الظروف الغامضة المحيطة باغتيال بوبي العديد من نظريات المؤامرة، كما حدث من قبل عند وفاة شقيقه جون. ويبقى كينيدي وهيوي لونغ، عضوَا مجلس الشيوخ، الوحيدَين اللذين تم اغتيالهما حتى الآن.

## مشواره السياسي

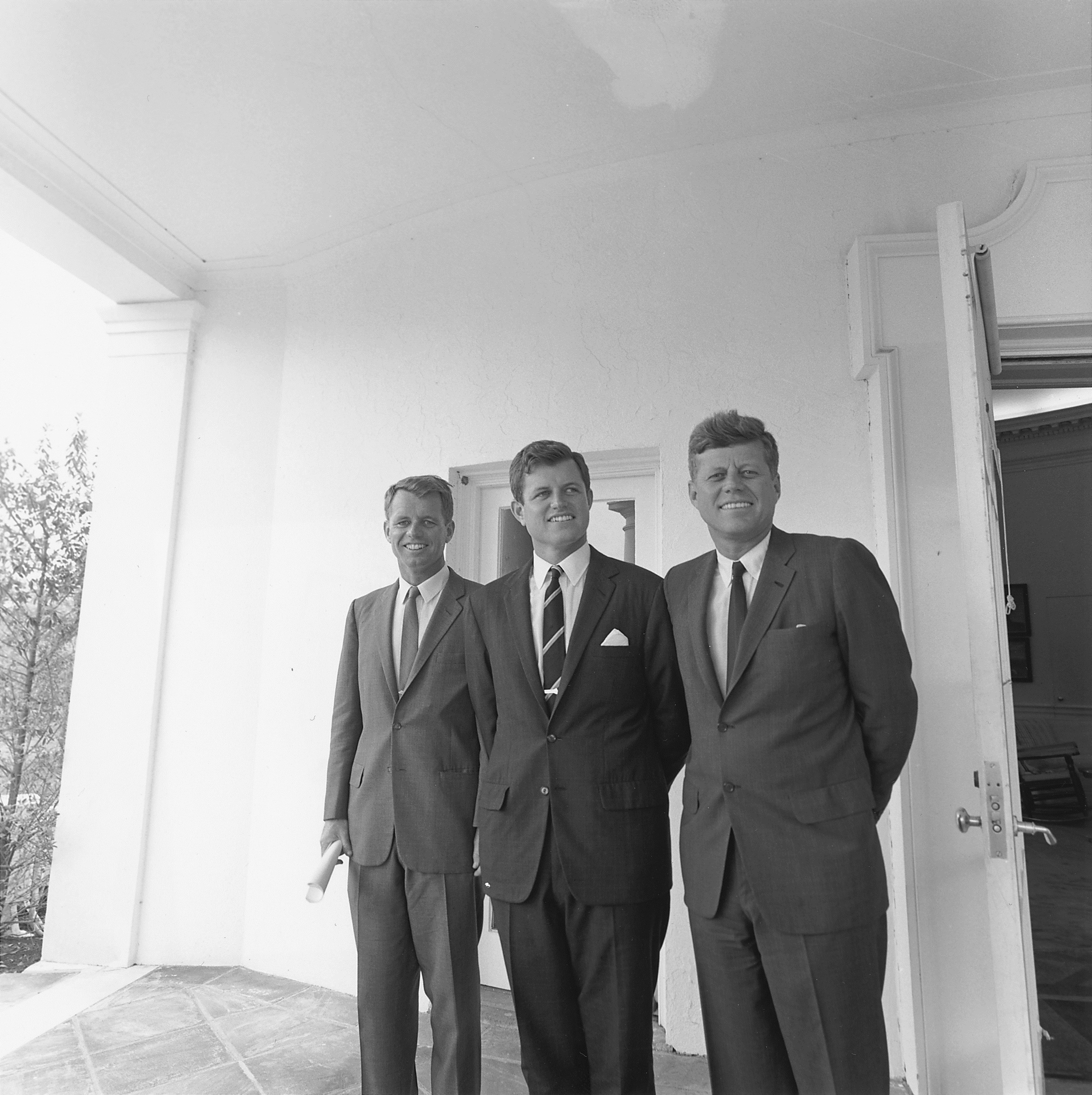
صورة تجمع بين المدعي العام روبرت كيندي وشقيقيه الرئيس جون كينيدي والسيناتور تيدي كينيدي خارج البيت البيضاوي

السيناتور روبرت كينيدي مع الرئيس الأمريكي ليندون جونسون في المكتب البيضاوي عام 1966.

كتب كينيدي، وعمره 22 عامًا مقالة لصحيفة «بوسطن بوست» بعد زيارته إلى فلسطين في أثناء الانتداب البريطاني عام 1948، يصف فيها مدى تأثره بهذه الرحلة كما ذكر أيضا في أثناء تواجده هناك كيف ازداد إعجابه بسكان المنطقة من اليهود، وعندما أصبح عضواً في مجلس الشيوخ الأمريكي صار مؤيداً كبيراً ومدافعا عن إسرائيل. شغل كينيدي منصب المدعي العام منذ يناير/كانون الثاني 1961 وحتى قدم استقالته في 3 سبتمبر/ 1964، ليخوض انتخابات مجلس الشيوخ الأمريكي التي نجح فيها وصار عضوا ممثلا عن مدينة نيويورك في مجلس الشيوخ.
شهدت نهاية الفترة الرئاسية للرئيس ليندون بي جونسون، مع اقتراب الانتخابات الرئاسية لعام 1968 حالة من الاضطراب الاجتماعي؛ انتشرت أعمال الشغب في المدن الكبرى على الرغم من محاولات جونسون لاستصدار تشريعات للقضاء علي الفقر ونبذ العنصرية، كما كانت هناك معارضة كبيرة للعمليات العسكرية الجارية في فيتنام. وقد ازدادت أعمال العنف في كافة أنحاء الولايات المتحدة نتيجة اغتيال مارتن لوثر كينغ الابن في الرابع من أبريل/نيسان عام 1968.
انضم كينيدي للسباق الرئاسي مرشحا عن حزب الديمقراطيين في مارس/آذار عام 1968، عقب حصول السيناتور يوجين مكارثي علي نسبة تصويت كبيرة في المرحلة الأولى في ولاية نيوهامشير وصلت إلى 49% في مقابل حصول منافسه -الرئيس جونسون- علي نسبة 42%. وبعد أسبوعين أعلن الرئيس جونسون -بعد أن سيطر عليه الإحباط - عدم ترشحه مرة أخرى لمنصب رئيس البلاد. وبعد مرور شهر علي هذا الإعلان، صرح هيوبرت همفري نائب الرئيس أنه ينوي الترشح في الانتخابات الرئاسية. وبالرغم من أنه لم يشارك في أية جلسة من جلسات نواب الأحزاب فقد حصل علي دعم الكثيرين من نواب الحزب الديمقراطي. وعقب جلسة كاليفورنيا، احتل همفري المركز الأول بأعلى نسبة تصويت وصلت إلى 561 صوتا يليه كينيدي في المركز الثاني بعد حصوله علي 393 صوتا.

## حادثة اغتياله

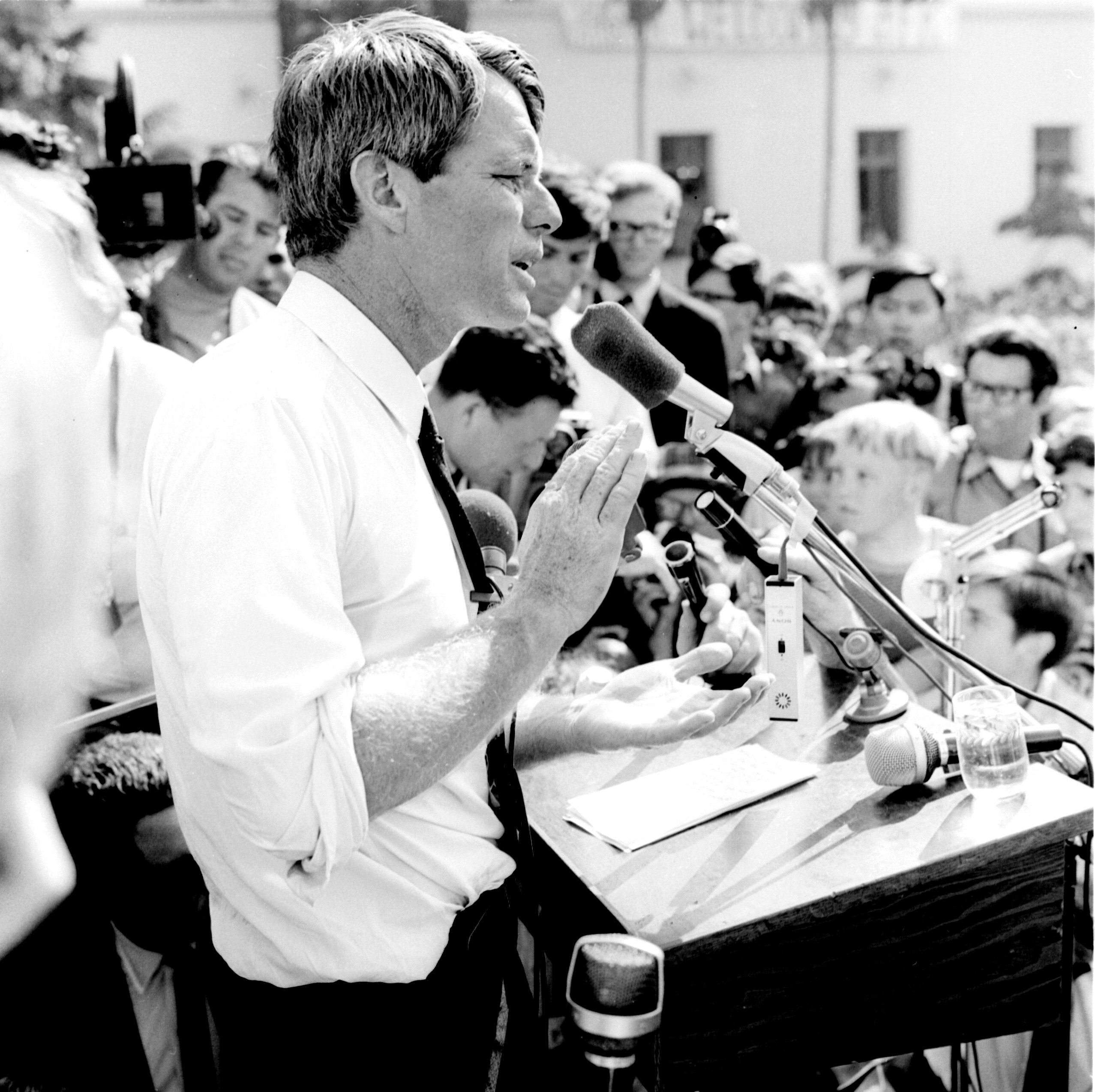
روبرت كينيدي أثناء حملته الانتخابية في لوس أنجلوس

أجريت يوم الثلاثاء الرابع من يونيو/حزيران المرحلة الأولي من الانتخابات الرئاسية لعام 1968 في كاليفورنيا. خاطب كينيدي مؤيديه في قاعة «الإيمبزي روم» في فندق «الأمباسادور» في لوس أنجلوس حوالي الساعة 12:10 صباحا عقب أربع ساعات من انتهاء التصويت في المرحلة الأولى من الانتخابات الرئاسية في كاليفورنيا- قبل الإعلان الرسمي عن النتائج- وأعلن فوزه في ولاية الديمقراطيين كاليفورنيا.

وفي الوقت الذي اختصت فيه شعبة حماية الرئيس بحماية الرئيس فقط وليس جميع مرشحي الرئاسة، اقتصرت حماية كينيدي علي ويليام باري العميل الفيدرالي السابق، ورياضيان سابقان كحراس شخصيين. رحب كينيدي خلال خطابه بالتواصل مع مؤيديه وعندها حاول كثير من الناس مصافحته في حماسه شديدة. كان من المفترض أن يعبر كينيدي وسط القاعة ويتوجه إلى اجتماع ثاني مع مؤيدين آخرين في مكان آخر في الفندق. ولكن نتيجة ضيق الوقت، واقتراب إعلان النتائج الرسمية، والإلحاح المستمر من الصحفيين لعقد مؤتمر صحفي؛ قرر فريد دوتون مدير الحملة الانتخابية أنه على كينيدي عقد مؤتمر صحفي بدلا من الذهاب إلى الاجتماع الثاني. وعندما انتهى كينيدي من كلمته وهم بالتوجه إلى الباب للخروج من القاعة، أوقفه ويليام باري وأخبره أنه حدث تغيير في الخطة وأن عليهم الذهاب عن طريق المطبخ مرورا بمخزن الفندق للوصول إلى المكان الذي يتواجد فيه الصحفيين لعقد مؤتمر صحفي. وبالفعل بدأ باري ودوتون في محاولة إفساح الطريق أمام كينيدي للوصول إلى المطبخ ولكنهم وجدوا أنفسهم محاصرين بازدحام جماهيري كبير وفشلوا في الخروج من القاعة إلى أن ساعدهم كارل أوكر كبير الخدم في الخروج من باب خلفي،  وأخذ بيد كينيدي اليمنى ليريه طريق الخروج من المطبخ للوصول إلى مكان المؤتمر الصحفي ولكن اضطر عدة مرات لترك يد كينيدي ليصافح مؤيديه الذين قابلهم أثناء عبوره المطبخ،  ثم بدأ الاثنان في النزول عبر ممر صغير يحتوي على آله صنع الثلج علي اليمين وطاولة بخار على اليسار، وبينما التفت كينيدي إلى يساره ليصافح جوان روميرو أحد العاملين في المطبخ خرج سرحان سرحان من أحد الصناديق بجانب آله صنع الثلج وهرع نحو كينيدي وأطلق عدة رصاصات من مسدس 22 مل ماركة إيفر جونسون كاديت.

صورة روميرو وكينيدي بعد سقوطه على الأرض

قام العميل باري بضرب سرحان سرحان بقوة على رأسه بعدما أردى كينيدي بينما حاول كبير الخدم وإدوارد ميناسيان والكاتب جورج بليمتون وبطل العالم في ألعاب القوى رافر جونسون ولاعب كرة القدم المحترف روزي غرير تثبيت سرحان سرحان على طاولة البخار وقاموا بانتزاع السلاح منه بعدما أطلق عدة رصاصات أخرى بشكل عشوائي أصابت خمسة أشخاص آخرين غير كينيدي وهم: ويليام ويسيل مراسل شبكة «إيه بي سي نيوز»، بول سكارد عضو اتحاد عمال السيارات، إليزابيث إيفانز أحد الناشطات في الحزب الديمقراطي، إيرا غولدشتاين مراسلة شبكة «كونتينتال نيوز»، إيروين سترول المتطوعة في حملة كينيدي الانتخابية.
بعدما تمت السيطرة بالكامل على سرحان الذي تمكن من الإفلات بعد دقائق من تثبيته واستطاع الوصول مرة أخرى إلى مسدسه الذي كان قد نفدت الرصاصات منه، وضع باري معطفه تحت رأس كينيدي، وصرح باري في وقت لاحق «أدركت في الحال أن المسدس عيار 22 مل فتمنيت ألا يكون قد أحدث ضررا كبيرا، ولكن حسم الأمر عندما رأيت مدى سوء الجرح في رأس السيناتور.»
هرع المصورون والمراسلون إلى مكان الحادث من جميع الاتجاهات مما أحدث مزيد من الارتباك والفوضى. ولكنهم ساهموا في توثيق اللحظة التي التقطتها كاميرات كلا من بيل إيبريدج مصور مجلة «لايف» وبوريس يارو مصور جريدة «لوس أنجلوس تايمز» التي تحولت فيما بعد إلى الصورة الرمزية للاغتيال وهي عندما احتضن روميرو رأس السيناتور المصاب ووضع في إحدى يديه مسبحة،  وردد كينيدي سؤال واحد «هل الجميع بخير؟» وأجابه روميرو «نعم الجميع بخير، كل شيء سوف يكون علي ما يرام».

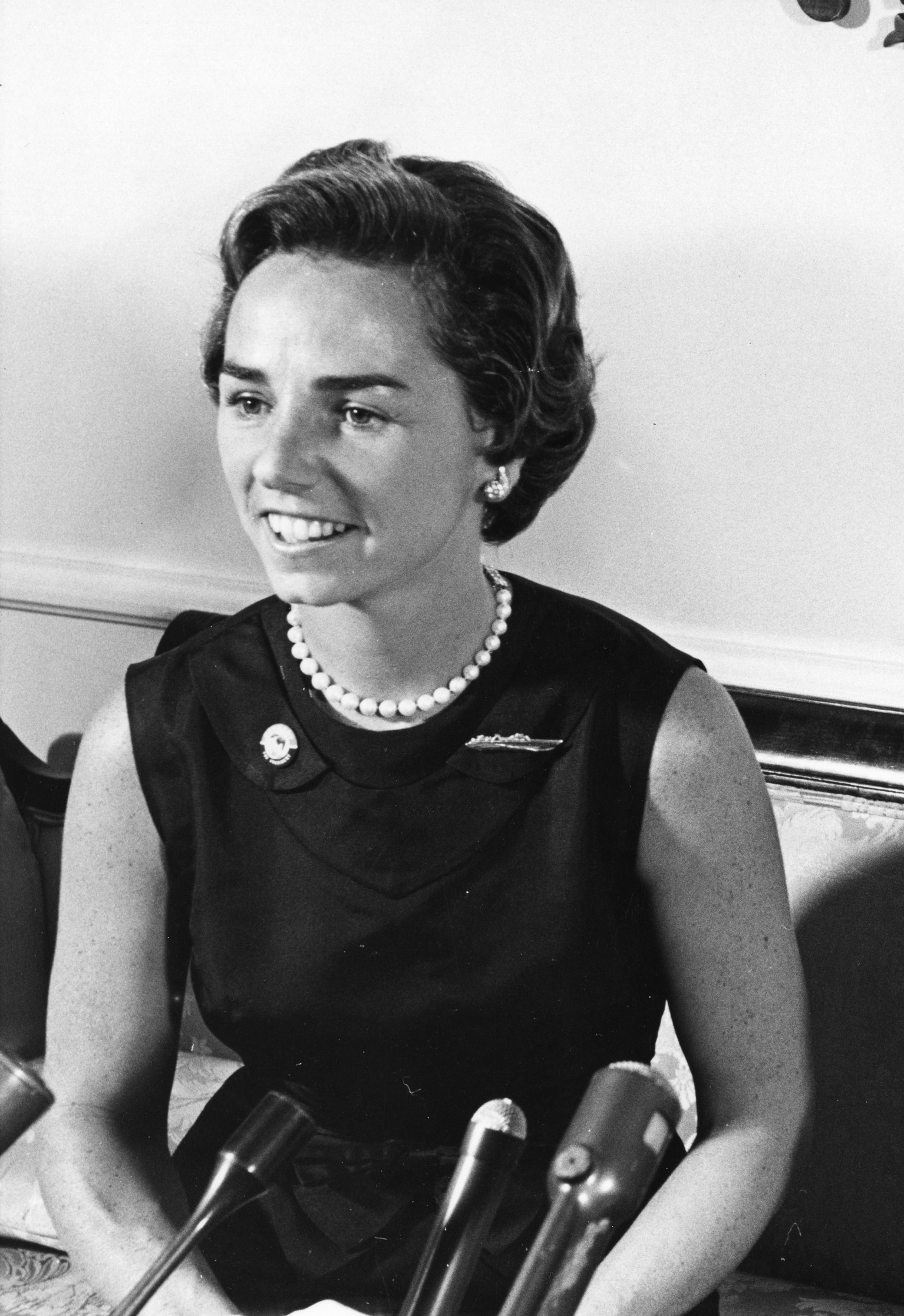
إيثيل كينيدي

قامت إيثيل زوجة كينيدي بطلب المساعدة خارج موقع الحادث بعيدا عن التدافع الشديد للكثيرين،  إلى أن أفسحوا لها المجال لتصل إلى زوجها الذي كان لايزال واعيا واستطاع التعرف عليها. وبعد دقائق قليلة وصلت المساعدة الطبية وقاموا برفع كينيدي على النقالة، وفقد وعيه بالكامل بعد أن همس عدة مرات «لا تحملوني على النقالة». تم نقل كينيدي فورا إلى مستشفى «سينترال ريسيفنج» -التي تبعد مسافة ميل واحد من الحادث- بين الحياة والموت. وبينما قام أحد الأطباء بصفع كينيدي عدة مرات على وجهه في محاولة لإفاقته، قام آخر بمحاولة إنعاش قلبه وعندما نجحوا أعطى الأطباء السماعة الطبية لزوجة كينيدي التي لم تطمئن إلا عندما تأكدت أن زوجها لايزال علي قيد الحياة. وبعد نصف ساعة تم نقل كينيدي مرة أخرى إلى مستشفى «جوود ساميريتين» التي تبعد عدة أحياء عن مستشفى «سينترال ريسيفنج».
اتخذت وكالات الأنباء المختلفة من قاعة رياضية بجانب مستشفى «جوود ساميريتين» مقرا لمتابعة آخر تطورات الحالة الصحية للسيناتور روبرت كينيدي. حوالي الساعة 5:30 من مساء يوم الأربعاء بعد عشر ساعات ونصف من إجراء عملية جراحية للسيناتور روبرت كينيدي استمرت لمدة حوالي ثلاث ساعات وأربعون دقيقة نقل فرانك مانكيفيتس المتحدث الرسمي باسم حملة كينيدي الانتخابية تصريحات الأطباء عن الحالة الصحية للسيناتور قولهم أن «الحالة الصحية للسيناتور أصبحت حرجة للغاية نتيجة التدهور المستمر وعدم حدوث أي تحسن».
أصيب كينيدي بثلاث رصاصات؛ اخترقت الرصاصة الأولى المنطقة خلف أذنه اليمني من مسافة إنش واحد (2.54 سم) وتسببت في تناثر شظايا عظامه حول منطقة المخ، أما الرصاصة الثانية والثالثة فأصابتا المنطقة خلف إبطه الأيمن لتخرج واحدة عبر صدره وتستقر الأخرى في الجهة الخلفية للرقبة وعلى الرغم من العملية الجراحية الضخمة التي أجراها الأطباء لكينيدي في مستشفى «جوود ساميريتين». لإزالة الرصاصة التي استقرت في رقبة كينيدي وشظايا العظام من رأسه، توفي كينيدي في السادس من يونيو/حزيران الساعة 1:44 صباحا أي بعد 26 ساعة من إطلاق الرصاص عليه. توجه المتحدث الرسمي باسم السيناتور كينيدي عقب إبلاغه بخبر وفاة السيناتور إلى القاعة الرياضية في تمام الساعة الثانية صباحا، حيث تنتظر الوكالات الصحفية ووكالات الأنباء لمعرفة آخر تطورات الوضع، وصعد المنصة وحاول تمالك نفسه ليعلن عن خبر وفاة السيناتور رسميا.

## سرحان بشارة سرحان

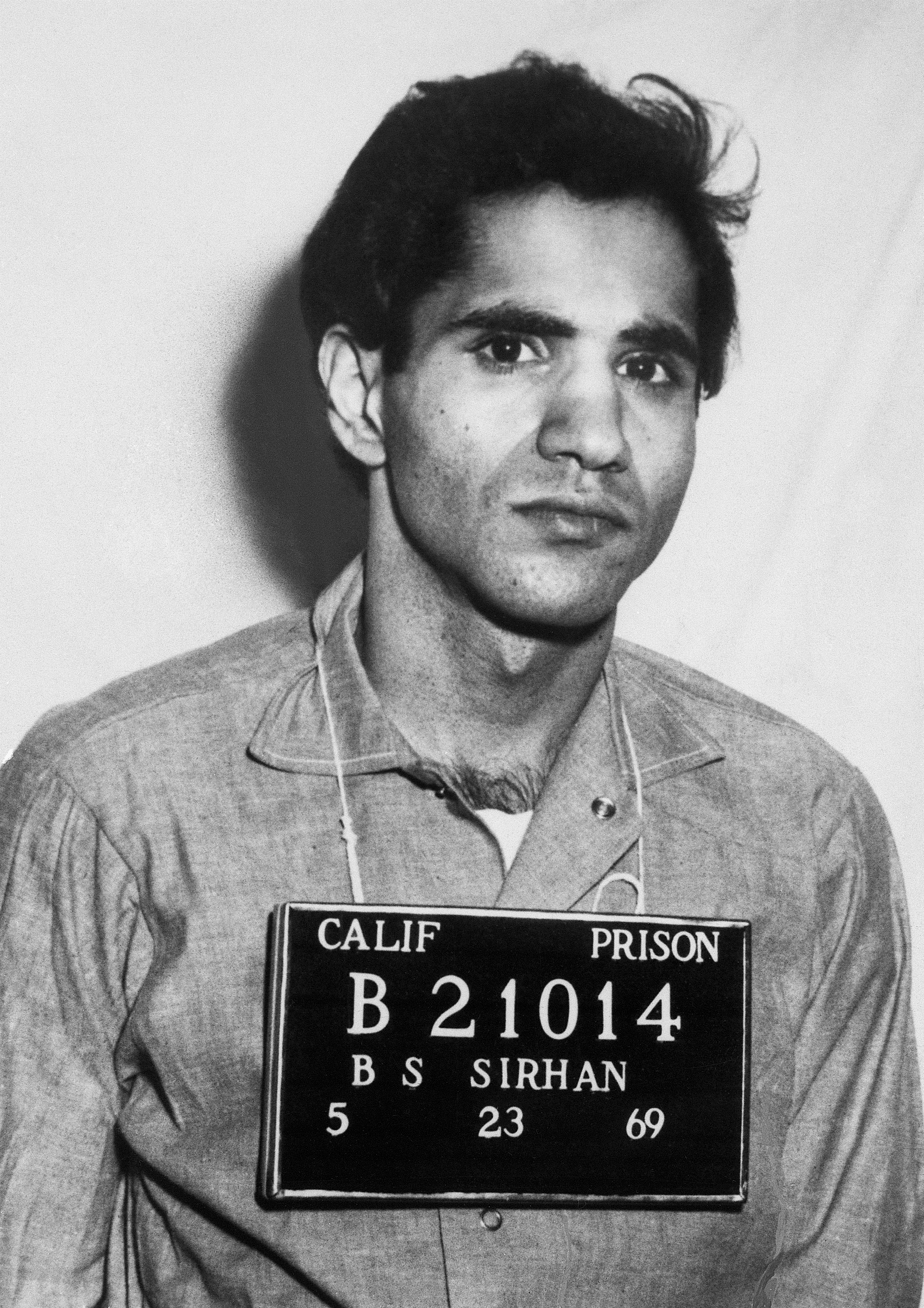
سرحان بشارة سرحان بعد إلقاء القبض عليه

سرحان بشارة، فلسطيني مسيحي، يحمل الجنسية الأردنية، ولد في مدينة القدس، ويرفض بشدة مبادئ الصهيونية.
لم يكن اليوم الذي اختاره سرحان لاغتيال كينيدي محض صدفة، فقد كان هو الذكرى الأولى لليوم الأول لهزيمة مصر وسوريا والأردن أمام إسرائيل في حرب الأيام الستة (نكسة 1967/نكسة حزيران)، وهو ما أشار إليه سرحان في مفكرته التي تم العثور عليها عند تفتيش منزله وكان قد كتب فيها «أصبحت الرغبة في اغتيال روبرت كينيدي هوسا يزداد يوما بعد يوم، يجب اغتيال روبرت كينيدي، من الضروري أن يتم اغتيال روبرت كينيدي قبل الخامس من يونيو/حزيران 1968». عقب إلقاء القبض على سرحان عثرت الشرطة في جيبه على ورقة من جريدة تحتوي على مقالة تناقش دعم كينيدي لإسرائيل، وفي أثناء محاكمته اعترف سرحان أن الكره الشديد لكينيدي سببه هذا الدعم.
وفي عام 1989 صرح سرحان للصحفي ديفيد فروست
ويرى بعض المحللين أن حادثة الاغتيال هي أولى أهم حوادث العنف السياسي الناتج عن الصراع العربي-الإسرائيلي في الشرق الأوسط. وقد تم انتقاد التفسير القائل أن السياسيين في الشرق الأوسط هم الحافز الأساسي الذي دفع سرحان إلى قتل كينيدي وذلك لإهماله المشكلات النفسية التي يعانى منها سرحان.

بينما حاول محامي سرحان استخدام ضعف القوى العقلية لسرحان كوسيلة للدفاع- وعلى عكس ادعاء سرحان بعد ذلك عقب إدانته بتهمة قتل كينيدي أنه لا يتذكر أيا من تفاصيل الجريمة- اعترف سرحان أثناء محاكمته باغتياله كينيدي «بعد 20 عامًا من التخطيط والإصرار والترصد». الاعتراف الذي تم سحبه بعد ذلك، كما رفض قاضي المحكمة قبوله كاعتراف بارتكاب الجريمة.
تم إدانة سرحان في السابع عشر من أبريل/نيسان لعام 1969، وبعد ستة أيام تم إصدار حكم بالإعدام ضد سرحان بشارة سرحان،  وخفف بعد ذلك للسجن مدى الحياة، بعد قرار محكمة كاليفورنيا العليا في قضية "روبرت بايج أندرسون" -وهي قضية قتل من الدرجة الأولى قررت محكمة كاليفورنيا العليا تخفيف الحكم فيها من الإعدام إلى السجن مدى الحياة وذلك لرؤيتها مدي قسوة ولاإنسانية عقوبة الإعدام-
والتي تسببت في إيقاف جميع الأحكام الصادرة بالإعدام في كاليفورنيا في أوائل العام 1972. وقد تقدم سرحان بأربعة عشر طلبا لإطلاق السراح المشروط، رفضوا جميعا ولازال سرحان يقضي حتى الآن عقوبة السجن مدى الحياة في سجن ولاية الوادي الجميل في مقاطعة كوالينج في كاليفورنيا.

## التغطية الإعلامية
كانت التغطية الإعلامية لكل من شبكات «إيه بي سي»، «سي بي إس» لأخبار كينيدي في المرحلة الأولى من الانتخابات قد انتهت لهذا اليوم،  عندما أطلق سرحان سرحان الرصاص على كينيدي. ولم تبدأ التغطية الإعلامية لحادث إطلاق الرصاص على كينيدي إلا بعد مرور 21 دقيقة من قبل شبكة «سي بي إس» الإخبارية. ليجد المراسلين الحاضرين لتغطية خبر فوز كينيدي في المرحلة الأولى من الانتخابات الرئاسية أنفسهم يتزاحمون في مكان وقوع الحادثة في المطبخ لتغطية حادث إطلاق الرصاص على كينيدي.
وتم توثيق تفاصيل ما بعد وقوع الحادث مباشرة علي آلات تسجيل صوتي وآلات تصوير لا تتوافر فيها خاصية البث المباشر. ولم تتمكن شبكتي «إن بي سي» و«سي بي إس» من البث المباشر من مكان الحادث إلا بعد إعداد فيلم ملون استغرق قرابة ساعتين،  على عكس شبكة «إيه بي سي» التي تمكنت من البث المباشر لصور غير ملونة من موقع الحادث بعد لحظات من نقل كينيدي إلى المستشفى.

أندرو ويست مراسل محطة «كيه أر كيه دي» الإذاعية - أحد محطات شبكة البث الإذاعي المشترك في لوس أنجلوس- الذي سجل خطاب فوز كينيدي في المرحلة الأولى من الانتخابات بواسطة مسجلته الصوتية المتصلة بميكروفون، والذي أعقبه بسؤال للسيناتور كينيدي «كيف ستواجه السيد هيمفري صاحب التاريخ الطويل فأي منكم تتوقع أن يمثل أغلبية الأصوات سيادة السيناتور؟»، وأجابه السيناتور كينيدي أن «أغلبية الأصوات ستذهب لمن يناضل من أجلها». أطفأ ويست مسجلته عقب جواب السيناتور المقتضب ولاحق كينيدي وأعضاء حلمته الانتخابية إلى المطبخ، لم يستطع ويست تسجيل لحظة إطلاق الرصاص، ولكنه استطاع تسجيل الأصوات بعد أن أعاد تشغيل مسجلته بعد لحظات من إطلاق الرصاص بعد الحادث مباشرة على شريط صوتي. وأخذ في وصف المستجدات أثناء حدوثها؛ 
 واسترسل أندرو في وصف كل ما يحدث حوله لحظة بلحظة وبعد لحظات نقل تفاصيل الصراع مع سرحان في ممر المطبخ وصرخ «أمسكه رافر، أمسك بالمسدس» "ثبتوه وأبعدوا إصبعه عن الزناد، أبعدوا إصبعه عن الزناد واكسروه إذا لزم الأمر، أمسكوه جيدا لا نريده أن يهرب ويدعي أن التهم تم تلفيقها له مثل لي هارفي أوزوالد."
خلال الأسبوع التالي للحادثة أوقفت الشبكات الثلاثة: «إن بي سي»، و«إيه بي سي»، و«سي بي إس» بثها المعتاد حيث خصصت الأولى 55 ساعة، والثانية 43 ساعة، والثالثة 42 ساعة لتغطية الحادثة بالكامل وما أعقبها.

## نظريات أخرى لمخطط الاغتيال
بعد وفاة روبرت كينيدي مباشرة انتشرت عديد من النظريات التحليلية عن تفاصيل اغتيال روبرت فرانسيس كينيدي، كما حدث بعد حادثة اغتيال شقيقه جون كينيدي عام 1963. تراوحت بين نظريات تنسب لأشخاص مشاركين في التحقيق الرسمي، ونظريات تنسب لمحللين خارج التحقيق الرسمي يفترضون إمكانية وجود سيناريوهات أخرى لمخطط الاغتيال أغفلها التحقيق الرسمي.

### نظرية ضلوع وكالة الاستخبارات الأمريكية
خصص برنامج «نيوز نايت» الذي يعرض على قناة «بي بي سي» حلقة خاصة عن بحث أجراه «شين أوسوليفان» صانع الأفلام الإيرلندي، الذي ادعى وجود مجموعة من عملاء وكالة الاستخبارات الأمريكية ليلة اغتيال روبرت كينيدي في مكان الحادث. ظهر ثلاثة من عملاء الاستخبارات الأمريكية في كثير من الصور والأفلام المصورة، وتم التعرف عليهم، والتأكد من هويتهم كأحد كبار عملاء الاستخبارات الأمريكية وشركاء سابقين في العملية المعروفة باسم «جي إم ويف» عام 1963؛ وهو الفرع الذي أنشأته وكالة الاستخبارات الأمريكية لمكافحة السياسات الشيوعية للرئيس «فيدل كاسترو» في ميامي. وهم ثلاثة عملاء: ديفيد موراليس رئيس عمليات المهمة «جي إم ويف»، جوردن كامبل مسؤول العمليات البحرية، وجورج جوانيدز مسؤول عمليات الحرب النفسية. كما اشتملت الحلقة على مقابلة مع روبرت والتون محامي موراليس السابق الذي أورد عن موراليس قوله 
 وأشار أوسولفيان في بحثه إلى أن وكالة الاستخبارات قد رفضت التعليق على سبب وجود العملاء السالف ذكرهم في مكان وقوع الحادث في هذا الوقت الغريب، كما ادعى شعور موراليس بالغضب الشديد تجاه عائلة كينيدي بسبب ما اعتبره موراليس خيانة أثناء عملية غزو خليج الخنازير.
أنتج أوسوليفان بعد الكثير من التحقيق والبحث الفيلم الوثائقي «روبرت فرانسيس كينيدي يجب أن يموت»، وقد أوضح الفيلم الشكوك حول هوية الشخص الذي تم التعرف عليه في البداية كجوردن كامبل، وتم التأكد بعد ذلك بشكل قاطع ونهائي أنه مايكل دي رومان، وكان يمثل شركة «بولوفا وتش» في اجتماع عمل في فندق «الأمباسادور» في ذلك الوقت.

### نظرية وجود قاتل ثاني
على الرغم من تأكيد بعض الشهود وقوف سرحان وجها لوجه أمام كينيدي. تشير جروح كينيدي إلى أن القاتل وقف خلفه، ما دفع جون بيلجر أحد شهود العيان إلى التمسك برأيه حول وجود قاتل ثاني،  وهو ما فسره شهود آخرين أن كينيدي التفت خلفه ليصافح مؤيديه لحظة إطلاق سرحان الرصاص عليه. أكد «توماس نوجوشي» الطبيب الشرعي بعد تشريح جثة كينيدي أن الرصاصة التي أدت إلى وفاة كينيدي أطلقت من مسافة حوالي إنش واحد وأصابته خلف أذنه اليمنى؛ وهو ما يدعم نظرية وجود قاتل ثاني أطلق الرصاصة القاتلة. أرسلت محكمة لوس أنجلوس العليا -بعد إعادة فتح التحقيق في قضية روبرت كينيدي عام 1975– في طلب بعض المحققين الخبراء لتأكيد احتمال وجود مهاجم ثاني من عدمه. ونتيجة لعدم اكتمال دليل واحد على وجود قاتل ثاني؛ رفض الخبراء هذه النظرية شكلا وموضوعا.
ولكن من جانب آخر أكد تحليل فيليب فان براج خبير الفحص الجنائي لتسجيلات أحد الصحفيين الصوتية لإطلاق الرصاص إطلاق ثلاثة عشرة رصاصة،  على الرغم من احتواء مسدس سرحان على ثمانية رصاصات فقط، كما لاحظ براج صوت إطلاق رصاصتين في وقت واحد، يستحيل جسديا لنفس الشخص إطلاقهما من مسدس واحد. وفي الوقت الذي أنكر فيه بعض خبراء الصوتيات احتواء التسجيل الصوتي صوت إطلاق أكثر من ثمانية رصاصات،  أكد كلا من ويس دولي خبير الفحص الجنائي في مجال الصوتيات، وبول بيجاس خبير الصوتيات في شركة «أوديو إنجنيرنج أسوسياتس» في مدينة باسادينا في ولاية كاليفورنيا، وإدي بريكسين خبير الفحص الجنائي في مجال الصوتيات والمقذوفات في مدينة كوبنهاغن في الدنمارك،  وفيل سبنسر خبير الصوتيات في معهد جورجيا للتكنولوجيا في مدينة أتلانتا في جورجيا وجود صوت إطلاق أكثر من ثمانية رصاصات علي الشريط الصوتي.
قدم ويليام بيبر ولوري دوسيك محاميا سرحان يوم 22 فبراير/شباط من العام 2012دعوى قضائية إلى محكمة مقاطعة لوس أنجلوس الأمريكية تزعم وجود مهاجم ثاني أطلق الرصاصة القاتلة التي أودت بحياة كينيدي. الدعوى الرابعة والأخيرة ضمن مجموعة من الدعاوي الفيدرالية، قدمها المحاميان بيبر ودوسيك منذ أكتوبر/تشرين الأول لعام 2010 للمطالبة بمثول سرحان أمام المحكمة للنظر في شرعية حبسه. ولازال الحكم معلق في القضية الفيدرالية الخاصة بسرحان.

## حادثة الاغتيال وما أعقبها

### ذكرى تشييع كينيدي

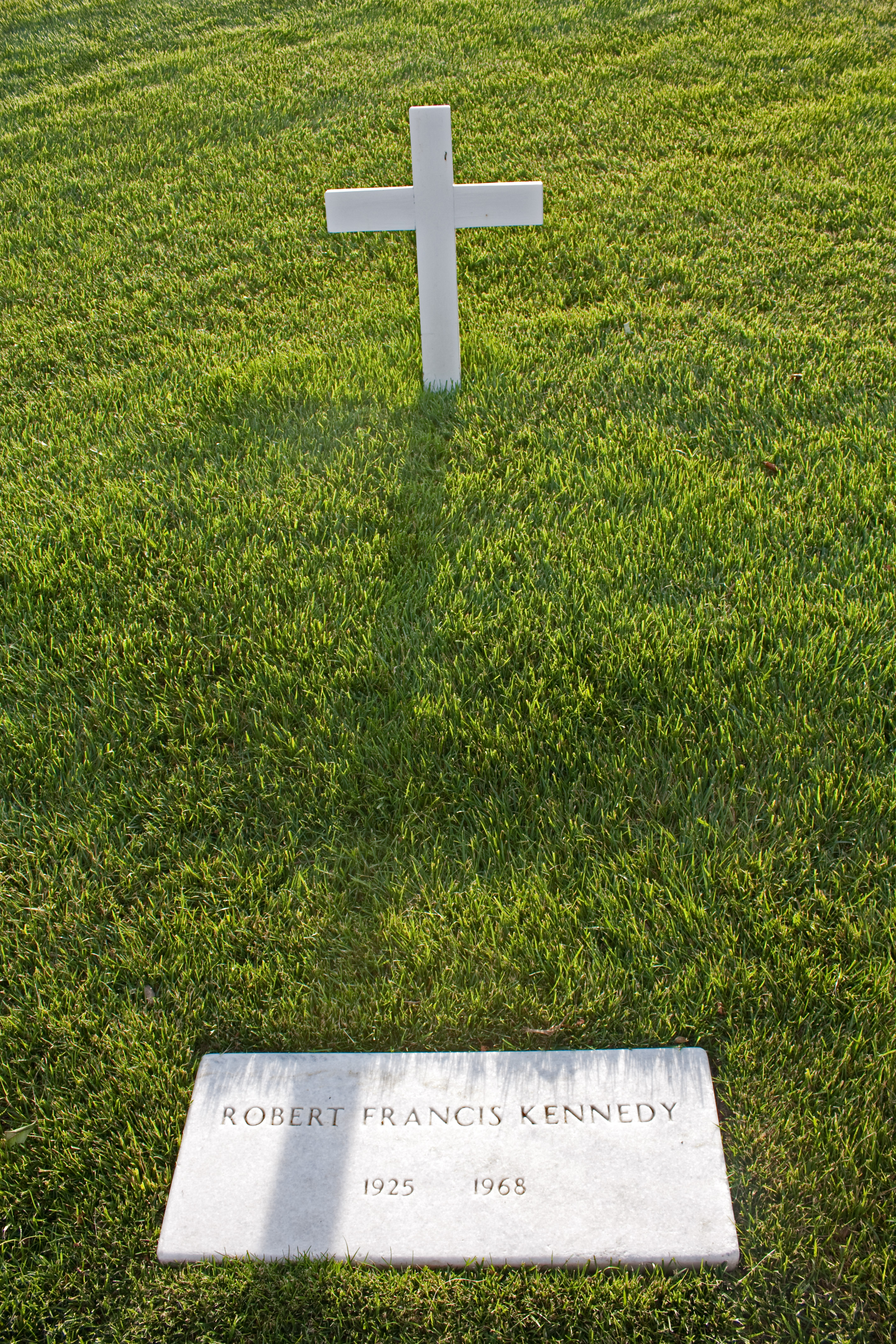
قبر روبرت كينيدي في مقبرة آرلنجتون الوطنية.

عاد جثمان كينيدي بعد تشريحه إلى نيويورك يوم السادس من يونيو/حزيران حيث رقد بسلام في كاتدرائية «سانت باتريك» لمدة يومان ما سمح لآلاف الأشخاص بزيارته وإلقاء النظرة الأخيرة عليه قبل نقله إلى مثواه الأخير، ثم أقيمت له جنازة حاشدة في الثامن من يونيو/حزيران.
أبّنَ إدوارد شقيقه قائلًا:
«لا داعي إلى المزايدة على ما كان يمثله أخي في حياته، بوصفه بالكمال؛ يكفي أن نتذكر جميعا ذلك الشخص الصادق، طيب القلب، الذي أدرك كثير من الأخطاء وحاول تصحيحها، كما حاول القضاء على المعاناة بكل أشكالها، وسعى إلى إنهاء الحروب المستمرة في كل مكان.

ادعو كل شخص أحبه، وكل شخص اصطحبه إلى مثواه الأخير إلى الدعاء والصلاة أن تكتمل رسالته يوما ما، ويتحقق ما أراده شقيقي من خير للعالم كله. وكما قال روبرت في عدة مناسبات، في أماكن عديدة في هذا البلد، إلى من تأثروا بأفكاره، ومن أراد بشدة أن يؤثر فيهم: يرى الرجال الأشياء كما هي ويتساءلون لماذا؟، أما أنا فاحلم بالأشياء كما لم تكن من قبل واسأل لما لا؟.»
وعقب جنازة حاشدة، تم نقل جثمان كينيدي في قطار بطئ الحركة إلى العاصمة واشنطن، حيث انتظر الآلاف من المشيعين على جانبي سكة القطار، وفي المحطات، مرور القطار ليعبروا عن حزنهم ويقدموا التحية للسيناتور روبرت كينيدي. عبرت الجنازة في طريقها إلى المقبرة خلال مدينة الصفيح التي تعرف باسم «مدينة القيامة» التي أقامها متظاهرين حملة الفقراء. وتوقفت قليلا أمام نصب لنكولن التذكاري حيث انضم الكثير من سكان مدينة الصفيح إلى المشيعين وغنوا معا النشيد الوطني. دفن كينيدي بجوار شقيقه في مقابر «أرلينغتون» الوطنية،  وظلت شعائر دفن كينيدي أول شعائر دفن تقام ليلا في مقبرة «أرلينغتون» حتى شعائر دفن شقيقه الأصغر تيد الذي أقيمت شعائر دفنه هو الآخر ليلا.
أوصى الكونغرس الأمريكي بعد اغتيال السيناتور روبرت فرانسيس كينيدي شعبة حماية الرئيس بضرورة تولي الشعبة حماية جميع مرشحي الانتخابات الرئاسية. وتولت الشعبة حماية جميع المرشحين بناء علي أمر مباشر من الرئيس ليندون جونسون، ما تسبب في ضغط كبير على شعبة حماية الرئيس؛ نتيجة قلة موارد الشعبة في ذلك الوقت.

### الانتخابات الرئاسية عام 1968
ظن الكثيرين أن كينيدي قد حسم وبشكل نهائي اختيار ممثلي الأحزاب للمرشح الرئاسي لصالحه بعد فوزه في المرحلة الأولي من الانتخابات في كاليفورنيا،  بالرغم من حصوله على المركز الثاني بعد همفري حتى ليلة اغتياله. أجريت المرحلة الأولى في 13 ولاية فقط في هذا العام، لذا أتيحت الفرصة أمام العديد من ممثلي الأحزاب في انتخابات الحزب الديمقراطي اختيار المرشح طبقا للميول الشخصية لممثلي الأحزاب.
بالرغم من اعتقاد بعض المؤرخين –مثل مايكل بسيكلوس- أن كينيدي لم يضمن النتيجة لصالحه في انتخابات الأحزاب، جادل العديد من المؤرخين مثل المؤرخ آرثر شاليزنجر ماير الابن أن لباقة كينيدي، وجاذبية حديثه، وقدرته على التأثير في العديد من الأشخاص، كانوا كفيلين بحسم نتيجة انتخابات الحزب الديمقراطي عام 1968 لصالحه. بالرغم من التراجع الكبير في شعبية همفري طبقا لاستطلاعات الرأي عقب أعمال العنف التي صاحبت المؤتمر الانتخابي القومي في شيكاغو، حصد همفري كثير من الأصوات. حيث خسر في الانتخابات العامة أمام ريتشارد نيكسون الجمهوري، بفارق أصوات بسيط، بعد أن حصد نيكسون 301 صوت مقابل 191 صوت حصل عليها همفري في المرحلة الأخيرة من الانتخابات الرئاسية.

## مأساة عائلة كينيدي

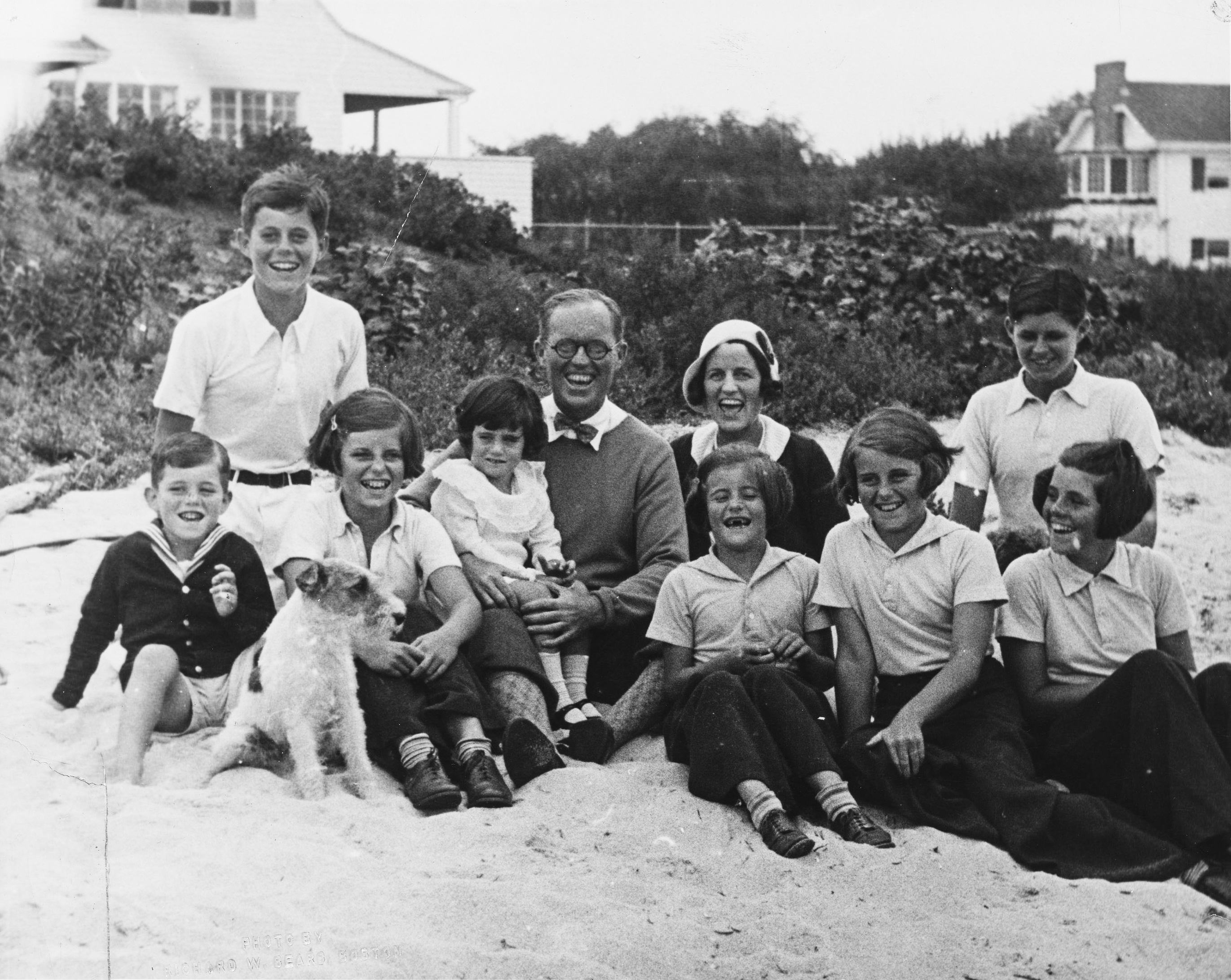
عائلة كينيدي في بلدة هيانيس في ماساشوستس في الرابع من سبتمبر عام 1931 وهم بالترتيب من اليسار إلى اليمين: بوبي وبليه جاك ويونيس وجان في أحضان جوزيف كينيدي الأب وبجانبه كاثيلين وباتريشيا وروزماري ومن خلفهم جوزيف الابن وروز وكلبهم الأليف بودي

مأساة عائلة كينيدي  المعروفة باسم «لعنة كينيدي»؛ هو وصف لسلسلة من الأحداث المؤسفة التي أصابت العديد من أفراد عائلة كينيدي. وهذه اللعنة ما هي إلا مجموعة من الخرافات التي ابتدعها، وساعد على نشرها وسائل الإعلام.

### حوادث مؤسفة أصابت بعض أعضاء عائلة كينيدي مرتبة زمنياً
استشهد الذين أرادوا تصديق هذه اللعنة ببعض الأحداث المؤسفة ليدللوا على نحس عائلة كينيدي مثل:
- 1941: أصيبت روزماري كينيدي بخلل عقلي، ونشرت بعض المصادر شائعات عن معاناتها من بعض الأمراض العقلية مثل الكآبة، والفصام العقلي. وأجرى جوزيف باتريك كينيدي الأب -والد روزماري- لها سرا جراحة دقيقة في المخ، بسبب نوبات الغضب الحادة والعنيفة التي تصيبها من آن لآخر. ولكن العملية الجراحية تسببت في إضعاف قدراتها العقلية أكثر، ولازمت روزماري المستشفى حتى وفاتها عام 2005.[71][77][78][79][80][81]
- 12 أغسطس/آب 1944: انفجرت طائرة جوزيف باتريك كينيدي الابن شرق «سوفلوك»، وتوفى أثناء الحرب العالمية الثانية.
- 13 مايو/أيار 1948: توفت الماركيزة كاثرين كافنديتش في حادثة سقوط طائرة في فرنسا.[71][78][81][82]
- 23 أغسطس/آب 1956: ولدت جاكلين بوفير كينيدي طفلة ميتة، بالرغم من رغبة الأبوين تسمية الطفلة أرابيلا كتب على الضريح في مقابر أرلينغتون «ابنه» فقط.[71][83]
- 9 أغسطس/آب 1963: توفى باتريك بوفير كينيدي بعد يومين من ولادته المبكرة.[71][82]
- 22 نوفمبر/تشرين الثاني 1963: اغتيال جون فرانسيس كينيدي رئيس الولايات المتحدة الأمريكية في دالاس. واتهم لي هارفي أوزوالد بارتكاب الجريمة، ولكن لم يحاكم حيث أطلق جاك روبي عليه النار وقتله قبل محاكمته بيومين. أقفلت الشرطة الفيدرالية «إف بي آي» ولجنة وارن (اللجنة التي أنشئها الرئيس ليندون للتحقيق في اغتيال جون كينيدي) التحقيقات بعد وفاة أوزوالد الذي اعتبروه المتهم الوحيد في القضية. على عكس ما أقرته «اللجنة الأمريكية المختارة للتحقيق في الاغتيالات» أن تحقيقات الشرطة الفيدرالية ولجنة وارن لم تكن كافية، وأن اغتيال جون كينيدي هو نتيجة مؤامرة.[70][71][78][80]
- 19 يونيو/حزيران 1964: أمضى السيناتور إدوارد تيد كينيدي أسابيع في المستشفى حتى تعافى من إصاباته البالغة في الظهر والرئتان وتمزق الأضلاع ونزيف داخلي، بعد أن سحبه صديقه السيناتور بيرش إيفان الابن من حطام حادثة طائرة التي توفى فيها أحد مساعدي تيد.[78][81][82][84]
- 5 يونيو/حزيران 1968: قام سرحان بشارة سرحان باغتيال السيناتور روبرت فرانسيس كينيدي، بعد لحظات من فوزه في المرحلة الأولى من الانتخابات الرئاسية في كاليفورنيا. ويقضي سرحان إلى الآن عقوبة بالسجن مدى الحياة في سجن ولاية الوادي الجميل.[71][78][81][82]
- 18 يوليو/تموز 1969: انحرفت سيارة تيد كينيدي عن الطريق وسقط من فوق جسر في جزيرة «تشاباكويدك». ما تسبب في وفاة ماري جون كوبتشن، والتي كانت ترافق كينيدي في السيارة. وصرح تيد بعد ذلك في لقاء تلفزيوني في الخامس والعشرين من يوليو/تموز «لقد تساءلت كثيرًا ليلة الحادثة إذا ما كانت هناك لعنة حقيقة تطارد أفراد عائلة كينيدي.»[71][72][78][81][82]
- 13 أغسطس/آب 1973: أصيب بام كيلي في حادثة سيارة كان يقوده جوزيف باتريك الابن.[71][80][82]
- 17 نوفمبر/تشرين الثاني: بترت قدم تيد كينيدي الابن بسبب إصابته بمرض سرطان العظام.
- 30 أكتوبر/تشرين الأول: ارتكب مايكل سكاكل –ابن شقيق إيثيل كينيدي- جريمة قتل جارته مارثا موكسلي. تم إصدار حكم ضده بالسجن من 20 عامًا إلى السجن مدى الحياة.[85]
- 25 أبريل/نيسان 1984: توفى ديفيد أنتوني كينيدي إثر تناوله جرعة مفرطة من المخدرات في غرفة فندق بالم بيتش في ولاية فلوريدا.[71][78][80][81][82]
- 1أبريل/نيسان 1991: تم توجيه تهمة الاعتداء علي سيدة إلى ويليام كينيدي سميث في أحد ممتلكات العائلة في بالم بيتش. وقد جذبت هذه القضية اهتمام الكثير من وسائل الإعلام. وفي النهاية تم تبرئة ويليام من هذه التهم.[67][69][80][82]
- 31 ديسمبر/كانون الأول 1997: توفي مايكل لي كينيدي في حادثة تزحلق على الجليد في آسبن، كولورادو.[67][71][80][81][82][86]
- 16 يوليو/تموز1999: توفى جون ف كينيدي الابن وزوجته وأخته غير الشقيقة في حادثة طائرة. حيث تعطلت طائرة بايبر ساراتوجا التي كان يقودها كينيدي، وسقطت في المحيط الأطلنطي بسبب خطأ بشري.[71][78][81][82]
- 16 سبتمبر/أيلول 2011: توفيت كارا كينيدي ألين أثناء ممارسة الرياضة في نادي واشنطن الرياضي إثر نوبة قلبية. بالرغم من تحسن حالتها الصحية عقب إزالتها لأحد رئتيها عام 2002؛ بسبب إصابتها بسرطان الرئة.[87][88]
- 16 مايو/أيار 2012: انتحرت ماري ريتشارد كينيدي في منزلها في بيدفورد في ولاية نيويورك.[81][89]

## وصلات خارجية
- ملفات التحقيق وسجلات المحكمة في قضية روبرت كينيدي – سجلات شرطة لوس أنجلوس ومكتب التحقيقات الفيدرالي لقضية روبرت كينيدي وسجلات المحكمة في مؤسسة ماري فيريل
- ملفات الشرطة الفيدرالية حول قضية روبرت كينيدي
- «اللحظات الأخيرة قبل الاغتيال»